# René Hubert
René Hubert, né le 7 octobre 1895 à Frauenfeld (Suisse) et mort le 5 juin 1976 à Zurich, est un costumier de cinéma américain.

## Biographie
René Hubert fait des études aux Beaux-arts de Paris avant de se retrouver à Hollywood en 1925, où il est imposé par Gloria Swanson à la Paramount pour créer, pour la première fois, les costumes du film Madame Sans-Gêne. Il travaillera encore avec elle dans plusieurs films, Stage Struck, Indiscreet, Music in the Air. Dès 1927, il fait un passage à la MGM pour concevoir les costumes de Joan Crawford, Norma Shearer, Marion Davies entre autres… Dans les années trente, il retourne en Europe et travaille notamment sur les films de René Clair et pour la London Film Productions… En 1941, René Clair, alors exilé à Hollywood, le réclame pour La Belle ensorceleuse où il pare Marlène Dietrich de robes éblouissantes. La 20th Century Fox le sollicitera encore pendant plus de 20 ans et René Hubert habillera les plus grandes stars du studio spécialement dans des films d’époque. Gene Tierney dans Le ciel peut attendre et Le Château du Dragon, Jennifer Jones dans Le Chant de Bernadette, Joan Fontaine dans Jane Eyre, Betty Grable et tout particulièrement Linda Darnell dont il saura sublimer toute la beauté dans ces films les plus célèbres comme Hangover Square, La Poursuite infernale ou encore Ambre.
Il sera nommé deux fois à l’Oscar de la meilleure création de costumes pour La Belle ensorceleuse et La Rancune.

## Filmographie partielle
- 1925 : Madame Sans-Gêne de Léonce Perret
- 1925 : Vedette (Stage Struck) d'Allan Dwan
- 1927 : Frisco Sally Levy de William Beaudine
- 1927 : The Callahans and the Murphys de George William Hill
- 1927 : On Ze Boulevard de Harry F. Millarde
- 1927 : Le Bateau ivre (Twelve Miles Out) de Jack Conway
- 1927 : La Galante Méprise (Quality Street), de Sidney Franklin
- 1929 : Asphalte, de Joe May
- 1929 : Le Mensonge de Nina Petrovna (Die wunderbare Lüge der Nina Petrowna), de Hanns Schwarz
- 1930 : Sous les toits de Paris de René Clair
- 1930 : Quelle veuve ! (What a Widow!) d'Allan Dwan
- 1930 : Le Chemin du paradis (Die Drei von der Tankstelle) de Wilhelm Thiele
- 1930 : Aimé des dieux (Liebling der Götter) de Hanns Schwarz
- 1931 : Indiscret (Indiscreet) de Leo McCarey
- 1931 : Tribunal secret (The Secret Six) de George W. Hill
- 1931 : Le Fils du radjah (Son of India) de Jacques Feyder
- 1931 : Quand on est belle de Jack Conway
- 1931 : À nous la liberté de René Clair
- 1933 : Quatorze juillet de René Clair
- 1933 : Le Parfait Accord (Perfect Understanding) de Cyril Gardner
- 1933 : Volga en flammes de Victor Tourjanski
- 1934 : Liliom de Fritz Lang
- 1934 : Musique dans l'air (Music in the Air) de Joe May
- 1935 : Les Nuits de la pampa (Under the Pampas Moon) de James Tinling
- 1935 : Doubting Thomas de David Butler
- 1935 : Le Mirage de l'amour (Here's to Romance) de Alfred E. Green
- 1935 : Fantôme à Vendre (The Ghost Goes West) de René Clair
- 1935 : Aux frais de la princesse (The Daring Young Man) de William A. Seiter
- 1935 : Boucles d'or (Curly Top) de Irving Cummings
- 1937 : Dîner au Ritz (Dinner at the Ritz) de Harold D. Schuster
- 1937 : L'Invincible Armada (Fire Over England) de William K. Howard
- 1937 : Sous la robe rouge (Under the Red Robe) de Victor Sjöström
- 1938 : Alerte aux Indes (The Drum) de Zoltan Korda
- 1938 : Vive les étudiants (A Yank at Oxford) de Jack Conway
- 1939 : Les Quatre Plumes blanches (The Four Feathers) de Zoltan Korda
- 1939 : Mademoiselle Crésus (Over the Moon) de Thornton Freeland
- 1941 : Lady Hamilton (That Hamilton Woman) d'Alexander Korda
- 1941 : La Belle Ensorceleuse (The Flame of New Orleans) de René Clair
- 1942 : Vainqueur du destin (The Pride of the Yankees) de Sam Wood
- 1943 : L'Irrésistible Miss Kay (The Powers Girl) de Norman Z. McLeod
- 1943 : Le ciel peut attendre (Heaven Can Wait) d'Ernst Lubitsch
- 1943 : Holy Matrimony de John M. Stahl
- 1943 : Le Chant de Bernadette (The Song of Bernadette) de Henry King
- 1943 : Jane Eyre (Jane Eyre), de Robert Stevenson
- 1944 : Lifeboat de Alfred Hitchcock
- 1944 : Jack l'Éventreur (The Lodger) de John Brahm
- 1944 : J'avais cinq fils (The Sullivans) de Lloyd Bacon
- 1944 : Buffalo Bill (Buffalo Bill) de William A. Wellman
- 1944 : Pin Up Girl de H. Bruce Humberstone
- 1944 : C'est arrivé demain (It happened tomorrow) de René Clair
- 1945 : Hangover Square (Hangover Square) de John Brahm
- 1945 : La Foire aux illusions (State Fair) de Walter Lang
- 1945 : Dix Petits Indiens (And Then There Were None) de René Clair
- 1946 : Le Château du dragon (Dragonwyck) de Joseph L. Mankiewicz
- 1946 : Quadrille d'amour (Centennial Summer) d'Otto Preminger
- 1946 : La Poursuite infernale (My Darling Clementine) de John Ford
- 1946 : Wake Up and Dream de Lloyd Bacon
- 1947 : Ambre (For ever Amber) d'Otto Preminger
- 1947 : 13, rue Madeleine (13 Rue Madeleine) d'Henry Hathaway
- 1947 : La Rose du crime (Moss Rose) de Gregory Ratoff
- 1948 : La Dame au manteau d'hermine (That Lady in Ermine) d'Ernst Lubitsch
- 1948 : Alerte au ranch (Green Grass of Wyoming) de Louis King
- 1948 : When My Baby Smiles at Mel Doll de Walter Lang
- 1949 : L'Éventail de Lady Windermere (The Fan) d'Otto Preminger
- 1949 : Mam'zelle mitraillette (The Beautiful Blonde from Bashful Bend) de Preston Sturges
- 1949 : Oh, You Beautiful Doll de John M. Stahl
- 1950 : Le Petit Train du Far West (A Ticket to Tomahawk) de Richard Sale
- 1950 : Ma brute chérie (Love That Brute) de Alexander Hall
- 1950 : La Flèche brisée (Broken Arrow) de Delmer Daves
- 1954 : Désirée de Henry Koster
- 1956 : Anastasia d'Anatole Litvak
- 1959 : Le Voyage (The Journey) d'Anatole Litvak (consultant aux costumes)
- 1962 : Les Quatre Cavaliers de l'Apocalypse (The Four Horsemen of the Apocalypse) de Vincente Minnelli
- 1964 : La Rancune (The Visit) de Bernhard Wicki